# 牟婁町
牟婁町（むろちょう）は、和歌山県西牟婁郡にあった町。現在の田辺市中心部の北東一帯、旧・田辺市域の北半にあたる。

## 地理
- 山岳：竜神山、三星山、衣笠山、重善山、高尾山、浄土山
- 河川：芳養川、右会津川、谷川、池の川、小守川、久保田川、左会津川、小川谷川

## 歴史
- 1956年（昭和31年）9月30日 - 中芳養村・上芳養村・秋津川村・上秋津村・三栖村・長野村が合併して牟婁町が発足。
- 1964年（昭和39年）10月15日 - 田辺市に編入。同日牟婁町廃止。